# وینتون مارسالیس

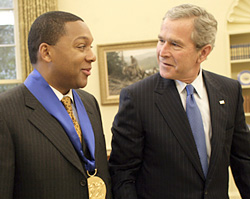
مارسلس در حال دریافت مدال ملی هنر آمریکا از رئیس جمهور جرج بوش در ۲۰۰۵

وینتون مارسالیس (به انگلیسی: Wynton Marsalis) متولد ۱۹۶۱ نیو ارلئان در لوئیزیانا نوازنده مشهور شیپور کلیددار (ترومپت) جاز و برنده جایزه پولیتزر است.
وی از دانش‌آموختگان مدرسه جولیارد است.